# Štefan Vrablec
Štefan Vrablec (ur. 21 stycznia 1925 w Závodzie, zm. 1 września 2017 w Nitrze) – słowacki duchowny katolicki, biskup pomocniczy Bratysławy 1998–2004.

## Życiorys
Święcenia kapłańskie otrzymał 23 grudnia 1950.
19 czerwca 1998 papież Jan Paweł II mianował go biskupem pomocniczym Bratysławy ze stolicą tytularną Thasbalta. 26 lipca tego samego roku z rąk kardynała Jána Koreca przyjął sakrę biskupią. 2 kwietnia 2004 ze względu na wiek na ręce papieża Jana Pawła II złożył rezygnację z zajmowanej funkcji.
Zmarł 1 września 2017.